# 包丁無宿
『包丁無宿』（ほうちょうむしゅく）は、たがわ靖之による日本の漫画作品、およびそれを原作とするオリジナルビデオ作品。

## 概要
1981年から『別冊漫画ゴラク』（日本文芸社）にて連載された。単行本は全45巻、愛蔵版全5巻。
流れ板の料理人による料理バトル漫画。続編に『新・包丁無宿』があり、連載は完結したが単行本は5巻までしか刊行されていない。

## あらすじ
「流れ板」暮流助。元々は東京築地の料亭「桐の家」の板前だったが、「大日本料理会」（大日料）主催の本膳祭に師匠の和木の助板として参加した際、会長の歌川繁蔵や、その息子静児の策略に嵌り、控え室で刺傷事件を起こして大日本料理会より追放、桐の家も所属板前が散り散りになり、和木一人で僅かな客を相手にするだけの閉店同然の状態にされてしまい、今はその責任を取って自身も「桐の家」を去り、全国の日本料理店を短期間の契約で流れ歩く身となっていた。そんな流助は、各地で出会う様々な料理人および人物との出会いや、流助を付け狙う大日料や黒包丁の板前との料理勝負などを通じて料理人として成長していく。実際の連載期間とほぼ同等の時間が作中では流れており、初期に登場した現役力士が引退後数年経った親方として再登場する等の例もあり、それ以外にも連載時期の時事ネタや、昔話、時代劇、プロレス等の様々なパロディーも随所に見られる。また、作中で行われる料理勝負をはじめとした奇抜な設定に、登場人物自ら突っ込みを入れるシーンもあった。15年に及ぶ流れ旅の末、最後は大日料、黒包丁との三つ巴の料理勝負で桐の家勢が勝利を収め、物語は一旦幕を閉じたが、すぐに『新・包丁無宿』として再スタート。作者の急逝まで続いた。

## 登場人物
暮流助
主人公。かつては東京の築地にある料亭『桐の家』の板前であった。が、師匠である和木の娘加代子と恋仲になった事が彼の運命を変える。横恋慕した歌川静児とその父親・繁蔵の策略で、大日料主催の「本膳祭」の控え室で刺傷事件を仕組まれ、罪を着せられて大日料からも桐の家からも追放、東京以外の全国を短期の契約で流れる「流れ板」となった。
まだ修行の途中だったとはいえ、既に知る人ぞ知る凄腕の料理人としてその名を知られており、連載初期の時点で偽者が出る程。ただそれでも学ぶことが全くないわけではなく、特に連載初期においては自らの未熟さを恥じ、心を改めて料理人として一つ上のステージに上る、という展開も多かった。
作中で行われる料理勝負でも負けた事はほとんど無く、数少ない敗北の場合はほとんどが「勝負では『負け』と判定されるが、分かる人が見れば流助の勝ちと分かる」ように彼自身が仕組んだものである。すっぽん料理は畑違いのため、すっぽん料理専門店に入った時は苦労したが、最終的にものに出来た。最終決戦の本膳祭で、桐の家勢の中で唯一決勝5人の中に勝ち残り、静児の試合放棄と和木の尽力もあって優勝、「桐の家」再興を果たす。その後加代子と祝言を挙げるが、和木の遺言「融通無碍に変化し得る水のような料理人たれ」に従い、再び水と人を求めての「味情旅」に旅立った。
和木茂十
流助の師匠。単行本第16集「暗雲街道」によれば昭和20年の時点で33歳（後述の歌川繁造は28歳、黒田味衛門は31歳）。大変な料理名人として、また誰におもねることもない硬骨漢としても有名。
流助を追い出した時に、「料理は水を使い火を使い刃物を使う。水は洪水も同じ!!火は火事も同じ!!刃は人を殺（あや）めるも同じぞ!!」と教える。板前達が散り散りになってからは、「一人で作れる量には限界があり、味を保てるのは五人までが限度」という理由で桐の家を自ら閉店同然にした。しかし、流助がいつ戻ってきてもいいように、流助の包丁はきちんと手入れをしていた。最後は流助のために、勝負を決める鍵となる「水」を持ち込んでその生涯を閉じた。
和木加代子
茂十の娘。かなりの美人。流助と相思相愛だったが、事件により2人の仲は切り裂かれる。流助が桐の家を出る直前に男女の関係を結び、その後も流助の帰りを待ち続け、時には流助の勝負でサポートをする事もあった。最終話で流助と結婚、更なる修行のため再び流れ板になった彼を送り出す。
歌川繁蔵
大日本料理会（後半に入ると「大日料」という略称で呼ばれる事が多くなる）の会長で和木と流助を陥れた張本人。和木の弟弟子。当初は文字通りの極悪人的存在だったが、ストーリーが進むにつれてコメディー色が強くなる。だが流助との勝負に負けた板前は即刻クビにするなど、非情さは変わらなかった。度重なる失策から大日料の会長を退き、お情けで静児から名誉会長の席をもらうも、更なる失策でそれすらも取り上げられる。
最後は大日料敗北と、それに加えて静児が事件の真相を公の前で明かした事によるショック、持病の糖尿病の悪化が重なって倒れ入院、食事制限を受けて二度と美食は叶わなくなる。が、自分が食べている病院食から精進料理の店を展開して全国を制覇する野望をぶち上げ、見舞いに来た静児や幹部達を呆れさせていた。
歌川静児
繁蔵の息子で刺傷事件の被害者を装い、流助の追い落としに成功する（実際には自分から流助の持つ包丁に突っ込んでわざと怪我をした）。「桐の家」を出た流助を追うように自身も大日料を出て料理修行で全国を回る。一年以上後に流助と再会した際は、髪も伸び、精悍な風貌となっていた。
当初は汚い策略を用いていた彼も、この頃になると繁造が自分の為に卑怯な手を画策する事を潔しとせず、わざとそれを邪魔して繁造が親子の縁を切る事を宣言する事態にもなっている。その時は大日料の会長の座などいらないと語っていたが、後に父の失策もあり、結局はその後任として大日本料理会の会長となる。会長になってからは流助に無用な勝負を仕掛けるのを避けたり（繁造が暴走して勝負に至り、大日料側が手酷い敗北を受けるのがお約束）、勝負に卑怯な手を使う事を拒むなど、正々堂々とした態度で流助に挑む事が多くなった。最後の料理勝負ではこの期に及んで卑怯な手を使った父に愛想を尽かし、自ら包丁を置いて試合を放棄、その後の和木の命を捨てた流助への手助けに感化され、自らの口から事件の真相を明かす。
実は加代子に真剣に惚れており、それ故になんとしてでもモノにしたいと横恋慕をした。が、彼女が自分の事を好きでもない状態で結婚しても嬉しくないと、流助との勝負に勝つ事で心変わりを期待していたが、最後まで彼女は心変わりせず、愛を得ることは叶わなかった。
その後はわだかまりを全て捨て去ったのか、最後の勝負の後に行われた和木の告別式にも出席している。
黒田味衛門
歌川と和木を憎む「黒庖丁（黒包丁）」の頭。終戦後に自身や和木、歌川が中心となって、日本料理の板前が集まった「庖心会（包心会）」を組織するが、米軍相手の「風趣料理」に絡むトラブルから庖心会を脱退。味衛門の抜けた庖心会は歌川が牛耳るようになり（和木は組織内の権力に興味がなく「ただの板前」に拘ったため、その辺りのトラブルはなかった）、やがて「大日本料理会」となる。味衛門は後に独自の活動から黒包丁を組織、歌川と和木（こちらは誤解）への憎しみを燃やして狂気の料理人集団に育て上げて行く。基本流助とは敵対関係だが、大日料との絡みでは一時的に協力する事もある等大日料や歌川に対するよりは若干態度は軟化している。最後は自身の生命を賭けて流助に水を運んだ和木に兜を脱ぎ、敗北を認めた。その後顔を出した和木の葬儀の場で弟子達に黒包丁の解散を宣言し、そこに現れた紅にも詫び、丹波の隠れ里にて隠遁する事を表明したが、彼を慕う弟子たちが自分達も付いて行き、これまで通り料理修行に励みたいとの申し出に涙する。
黒田包之介
味衛門の息子。打倒暮のため大日本料理会と手を組むがそれは内部から大日料を崩す為の策略だった。最終決戦後は紅同様流れ板となり、旅立った。
紅
中々美形の女性料理人で、腕は確か。黒包丁の刺客の一人だったが、旅立って最初に流助と絡んだのは流助と大日料の勝負の判定役であり、勝った方に日を改めて挑戦する事を宣言して試食、流助の勝ちを宣告した。その後の料理勝負で負けた事で流助を慕うようになり、黒庖丁を破門同然で抜ける。最後に味衛門と和解し、再び流れ板として全国を旅する事になる。「新」にも登場。
黒食会
一般美食の類は食べ飽き、珍味奇食を追い求め、とりわけ過激な料理勝負を好む狂気の食通集団。明義谷玄信を総帥とし、政界財界の大物を含めその数は約50人。流助、大日料、黒包丁らの料理勝負を聞き付けるとその審判を買って出る事が多い。流助をはじめ、どの勢力とも敵対も肩入れもしておらず、あくまで判定役ではあるが、流助自身はあまり関わりたくないと思っていた。最終決戦での判定役も努め、「名水で作った料理に勝るものはない」と、流助の優勝を宣言した。

## 未収録話
本作の同時期に『週刊漫画ゴラク』では、フランス料理を題材にした料理漫画『ザ・シェフ』が連載、人気を博しており、本作とのコラボ漫画『味沢匠vs暮流助』が発表された事がある。内容は、日本料理とフランス料理のどちらが上かで喧嘩になった二人の富豪が、それぞれの料理の代表として流助と『ザ・シェフ』の主人公味沢匠を立てて優劣を競うが、当の料理人二人は示し合わせて「どちらの料理にもそれぞれの良さがある」事を分からせる料理を作って彼らをやり込めるというもの。このエピソードは本作、『ザ・シェフ』共に単行本には収録されておらず欠番扱いとなっていたが、2015年末に発売されたコンビニコミック「Gコミックス」という形で日の目を見る事になった。なお『ザ・シェフ』本編では単行本第14集収録のエピソード「インパクト」にて、『味沢匠vs暮流助』の1シーンが引用され、同エピソードにて『ザ・シェフ』の作画担当の加藤唯史が描いた「西会長」が登場するという後日談的な話になっている。また『ザ・シェフ』には本作の敵組織「大日本料理会」の後継組織が登場するエピソードがある。

## 書誌情報
- たがわ靖之『包丁無宿』日本文芸社〈ゴラク・コミックス〉、全31巻 ※第32巻以降はニチブン・コミックス版に更新
- たがわ靖之『包丁無宿』日本文芸社〈ニチブン・コミックス〉、全45巻 ※第31巻まではゴラク・コミックス版の再版
- たがわ靖之『包丁無宿』愛蔵版、日本文芸社、全5巻
- たがわ靖之『包丁無宿 傑作選スペシャル 本膳祭編』日本文芸社〈Gコミックス〉、単巻 ※廉価版コミック

## オリジナルビデオ
1997年8月22日に実写化作品がリリースされた。なお、これまでにDVD化などの再商品化はされていない。
スタッフ
- 制作：東北新社
- 監督：望月六郎
- 原作：たがわ靖之
- 脚本：佐々木乃武良、望月六郎
- 撮影：佐野哲郎
- 音楽：中村雅都

キャスト
- 暮流助：哀川翔
- 涼子：田中広子
- 宮本大誠
- 織本順吉
- 立原友香
- 平野寿将
- 山田辰夫